# Avenida Monteiro Lobato
A Avenida Monteiro Lobato é uma via arterial paralela à Via Dutra localizada no município de Guarulhos e que percorre os bairros Centro, Macedo, Vila Fátima, São Roque, CECAP e Cumbica, sendo uma das mais extensas vias da cidade, contando com cerca de 6,4 quilômetros de ponta a ponta. A via é uma das principais vias da cidade e, juntamente à Via Dutra, tem enorme importância na ligação dos bairros ao leste de Guarulhos ao centro da cidade, conectando-se a localidades super relevantes no município e a diversas outras avenidas como a Avenida Paulo Faccini, Avenida Santos Dumont, Estrada Guarulhos-Nazaré, entre outras.

## História
Mesmo com a ausência de informações oficiais modernas envolvendo a nomenclatura da avenida, sabe-se que ela é muito antiga, talvez tão antiga quanto a Avenida Guarulhos, existindo como um caminho que ligava o centro da antiga vila que era Guarulhos ao bairro de Bonsucesso, de onde se extraia ouro, pelo menos desde o ano de 1750, por meio da antiga Estrada de Bonsucesso (que atualmente possui diversas nomenclaturas). A via atual compreende trechos da antiga Estrada de Guarulhos juntamente à Avenida Guarulhos e, possivelmente, compreende também um trecho da antiga Estrada geral, que ligava o Centro ao Bonsucesso, e teve um papel crucial no desenvolvimento da cidade, mudando de diversas formas juntamente aos bairros e ao município ao seu redor. No último século, até antes da construção da Via Dutra, a avenida era uma das mais movimentadas da cidade, pois servia como um caminho que ligava São Paulo à Rio de Janeiro, contudo, perdeu essa função após a inauguração da Via Dutra, servindo majoritariamente para ligações internas na cidade. A avenida passou por drásticas transformações durante os períodos de replanejamento urbano do município devido ao Plano Diretor de Desenvolvimento Integrado (PDDIG) de 1969 que, entre outras coisas, visava o adensamento da região do CECAP (o que resultou na construção do Conjunto Habitacional Zezinho de Magalhães).Além disso houve também a chegada da Base Aérea de São Paulo no município. Com estes eventos, viu-se a necessidade de ambas essas localidades terem ligação viária eficiente (o que também trouxe à construção da Rodovia Hélio Smidt devido ao Aeroporto Internacional de Guarulhos),  o que causou o prolongamento da via até a região do Cumbica, conectando-a à Rodovia Hélio Smidt, Estrada Guarulhos-Nazaré e Avenida Santos Dumont. Com o passar dos anos, a avenida foi sendo modernizada e se tornando cada vez mais importante na mobilidade urbana da cidade.

## Atualmente
Nos dias de hoje, a avenida tem caráter principalmente comercial, sendo, de fato, usada principalmente como via de ligação do centro com a periferia da cidade, possuindo em sua extensão conexões com a Base Aérea de São Paulo, o centro educacional ADAMASTOR, o Arquivo Histórico de Guarulhos, conexão com diversas outras vias da cidade e conexão com a região do Parque CECAP, onde estão localizados o SESC Guarulhos e a Fatec Guarulhos. Além disso, a avenida conta com diversas linhas de ônibus municipais e metropolitanas, além de um corredor exclusivo de ônibus e o Terminal Metropolitano CECAP, que possibilitam deslocamentos mais rápidos e eficientes por meio deste modal.